# Paphiopedilum insigne
Espèce
Paphiopedilum insigne est une espèce d'orchidées du genre Paphiopedilum originaire d'Asie.